# Vas
Vas [vaš] (maďarsky Vas vármegye, česky dříve též Železná župa) je župa na západě Maďarska. V současných hranicích existuje od komunistické správní reformy z roku 1950 a takřka se kryje s maďarskou částí historické stejnojmenné župy. Na území Vašské župy žije přibližně 250 tisíc obyvatel. Hlavním městem je Szombathely, které je také i sídlem stejnojmenného okresu.

## Geografie
Župa se nachází v západním Maďarsku u hranic s Rakouskem. Nejdůležitější řekou v župě je Rába, pravý přítok Dunaje. Další důležitou řekou je Gyöngyös, protékající městem Szombathely. Župa je převážně rovinatá, pouze na severu u města Kőszeg, na hranici s Rakouskem, leží vyšší pohoří Kőszegi s nejvyšším kopcem Írott-kő (882 m n. m.).

## Okresy
Župa Vas se dělí na 7 okresů
- Okres Celldömölk
- Okres Körmend
- Okres Kőszeg
- Okres Sárvár
- Okres Szentgotthárd
- Okres Szombathely
- Okres Vasvár

## Sídla

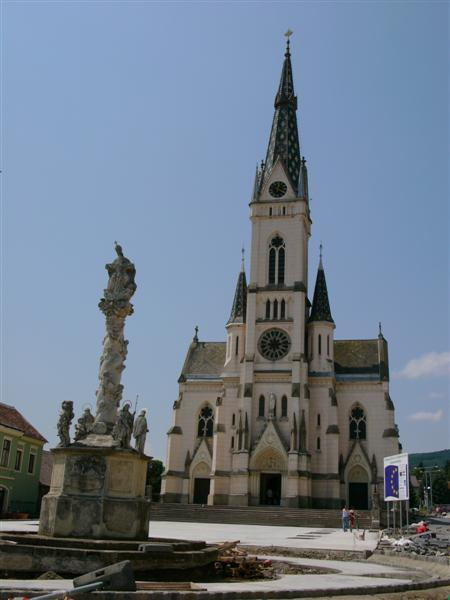
Kőszeg

### Města
hlavní město: Szombathely
- Sárvár
- Körmend
- Kőszeg
- Celldömölk
- Szentgotthárd
- Vasvár
- Csepreg
- Bük
- Vép
- Répcelak
- Őriszentpéter

### Obce
- Acsád
- Alsószölnök
- Alsóújlak
- Andrásfa
- Apátistvánfalva
- Bajánsenye
- Balogunyom
- Bejcgyertyános
- Bérbaltavár
- Boba
- Borgáta
- Bozsok
- Bozzai
- Bögöt
- Bögöte
- Bő
- Bucsu
- Cák
- Chernelházadamonya
- Csákánydoroszló
- Csánig
- Csehi
- Csehimindszent
- Csempeszkopács
- Csénye
- Csipkerek
- Csönge
- Csörötnek
- Daraboshegy
- Dozmat
- Döbörhegy
- Döröske
- Duka
- Egervölgy
- Egyházashetye
- Egyházashollós
- Egyházasrádóc
- Felsőcsatár
- Felsőjánosfa
- Felsőmarác
- Felsőszölnök
- Gasztony
- Gencsapáti
- Gersekarát
- Gérce
- Gór
- Gyanógeregye
- Gyöngyösfalu
- Győrvár
- Halastó
- Halogy
- Harasztifalu
- Hegyfalu
- Hegyháthodász
- Hegyhátsál
- Hegyhátszentjakab
- Hegyhátszentmárton
- Hegyhátszentpéter
- Horvátlövő
- Horvátzsidány
- Hosszúpereszteg
- Ikervár
- Iklanberény
- Ispánk
- Ivánc
- Ják
- Jákfa
- Karakó
- Katafa
- Káld
- Kám
- Keléd
- Kemeneskápolna
- Kemenesmagasi
- Kemenesmihályfa
- Kemenespálfa
- Kemenessömjén
- Kemenesszentmárton
- Kemestaródfa
- Kenéz
- Kenyeri
- Kercaszomor
- Kerkáskápolna
- Kétvölgy
- Kisrákos
- Kissomlyó
- Kisunyom
- Kiszsidány
- Kondorfa
- Köcsk
- Kőszegdoroszló
- Kőszegpaty
- Kőszegszerdahely
- Lócs
- Lukácsháza
- Magyarlak
- Magyarnádalja
- Magyarszecsőd
- Magyarszombatfa
- Meggyeskovácsi
- Megyehíd
- Mersevát
- Mesterháza
- Mesteri
- Meszlen
- Mikosszéplak
- Molnaszecsőd
- Nagygeresd
- Nagykölked
- Nagymizdó
- Nagyrákos
- Nagysimonyi
- Nagytilaj
- Narda
- Nádasd
- Nárai
- Nemesbőd
- Nemescsó
- Nemeskeresztúr
- Nemeskocs
- Nemeskolta
- Nemesládony
- Nemesmedves
- Nemesrempehollós
- Nick
- Nyőgér
- Olaszfa
- Orfalu
- Ostffyasszonyfa
- Oszkó
- Ólmod
- Ölbő
- Őrimagyarósd
- Pankasz
- Pácsony
- Pápoc
- Pecöl
- Perenye
- Peresznye
- Petőmihályfa
- Pinkamindszent
- Pornóapáti
- Porpác
- Pósfa
- Pusztacsó
- Püspökmolnári
- Rábagyarmat
- Rábahídvég
- Rábapaty
- Rábatöttös
- Rádóckölked
- Rátót
- Répceszentgyörgy
- Rönök
- Rum
- Sajtoskál
- Salköveskút
- Sárfimizdó
- Sé
- Simaság
- Sitke
- Sorkifalud
- Sorkikápolna
- Sorokpolány
- Sótony
- Söpte
- Szaknyér
- Szakonyfalu
- Szalafő
- Szarvaskend
- Szatta
- Szeleste
- Szemenye
- Szentpéterfa
- Szergény
- Szőce
- Tanakajd
- Táplánszentkereszt
- Telekes
- Tokorcs
- Tompaládony
- Tormásliget
- Torony
- Tömörd
- Uraiújfalu
- Vasalja
- Vasasszonyfa
- Vasegerszeg
- Vashosszúfalu
- Vaskeresztes
- Vassurány
- Vasszentmihály
- Vasszécseny
- Vasszilvágy
- Vámoscsalád
- Vásárosmiske
- Vát
- Velem
- Velemér
- Viszák
- Vönöck
- Zsennye
- Zsédeny